# The Cooler
 The Cooler és una pel·lícula estatunidenca de drama romàntic dirigida per Wayne Kramer, estrenada el 2003. El guió cinematogràfic original va ser escrit per Kramer i Frank Hannah. En l'argot dels jugadors un "cooler" (nevera) és un individu malastruc, la presència del qual les taules ocasiona una ratxa de mala sort cap als altres jugadors.

## Argument
Bernie Lootz és un home desgraciat, tan desgraciat que ha estat contractat per un casino de Las Vegas perquè la seva mala sort contamina els jugadors massa afortunats. Quan acaba de pagar els seus deutes gràcies a la seva feina, decideix marxar de Las Vegas, abans de retrobar una cambrera anomenada «Lady Chance». La sort s'equilibrarà llavors entre ells dos.
Però Bernie és utilitzat per un cap de la vella escola que es resisteix a que marxi.

## Repartiment
- William H. Macy: Bernie Lootz
- Alec Baldwin: Shelly Kaplow
- Maria Bello: Natalie Belisario
- Shawn Hatosy: Mikey
- Ron Livingston: Larry Sokolov
- Paul Sorvino: Buddy Stafford
- Estella Warren: Charlene
- Arthur J. Nascarella: Nicky Fingers Bonnatto
- Joey Fatone: Johnny Cappella
- Ellen Greene: Doris
- Don Scribner: Lou
- Tony Longo: Tony
- Richard Israel: Marty Goldfarb
- Jewel Shepard: La prostituta

## Premis i nominacions

### Nominacions
- 2003. Festival de Cinema de Sundance: gran premi del jurat per Wayne Kramer
- 2004. Oscar al millor actor secundari per Alec Baldwin
- 2004. Globus d'Or al millor actor secundari per Alec Baldwin
- 2004. Globus d'Or a la millor actriu secundària per Maria Bello

## Producció
La pel·lícula es va estrenar al Festival de Cinema de Sundance. Es va presentar al Festival de Cinema de Cannes, al Festival Internacional de Cinema de Karlovy Vary, al Festival de Cinema de Toronto, i al Festival de Cinema de Deauville, entre d'altres, abans de distribuir-se de forma limitada als Estats Units.